# Domkirche (Marienwerder)

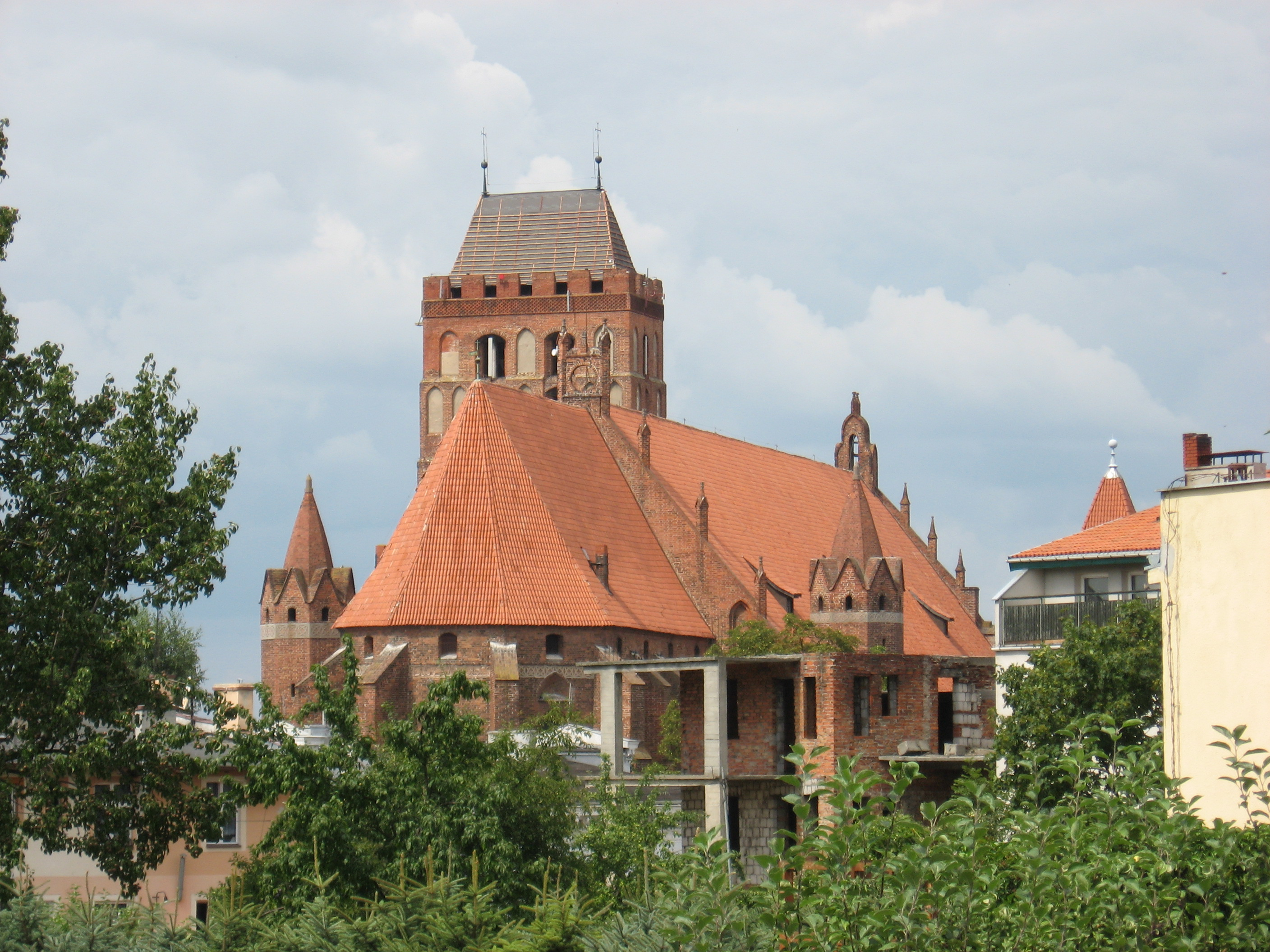
Domkirche Marienwerder, Blick vom Osten

Die Domkirche von Marienwerder im heutigen Kwidzyn wurde von 1343 bis 1384 als Domkirche des Bistums Pomesanien in Preußen erbaut. Sie stellt einen Teil der Burganlage von Marienwerder dar und nahm den Platz der vorher hier befindlichen Pfarrkirche ein. Ihr Bau wurde in der Amtszeit des pomesanischen Bischofs Johannes Mönch vollendet. Der Turm hat eine Höhe von 55 m.

## Beschreibung

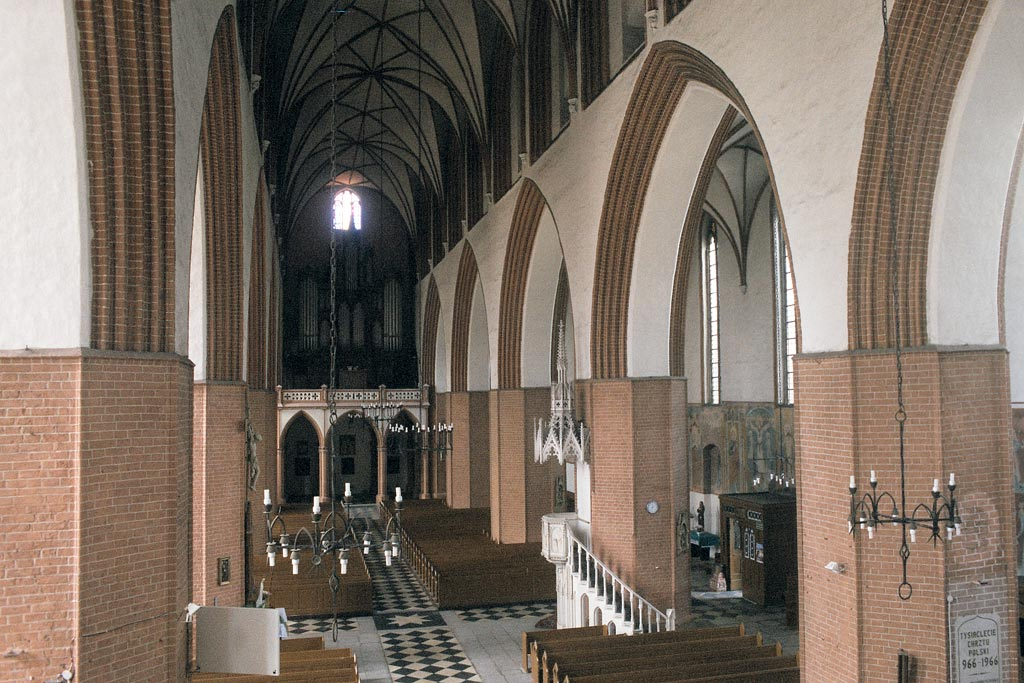
Kirchenschiff mit Orgelempore und Sauer-Orgel

Beim Bau der Kirche wurde auf eine Basilikaanlage verzichtet und stattdessen die Form eines zweistöckigen Chores gewählt. Auffallend ist die Verbindung der Domkirche mit dem Kapitelschloss und den Stadtmauern Marienwerders. Die Domkirche Marienwerder war während ihres Baus und bis in das 15. Jahrhundert die wichtigste Begräbnisstätte der pomesianischen Bischöfe sowie Grabstätte dreier Hochmeister des Deutschen Ordens. 1391 ließ sich die später heiliggesprochene Dorothea von Montau in einer Zelle, die an den Gebäudekomplex des Domes hinter dem Hauptaltar angebaut worden war, als Reklusin einmauern und starb hier im Jahr 1394. Nach ihrem Tod wurde sie im kleinen Chor der Domkirche beigesetzt. Mit der Reformation wurde die Domkirche evangelisch. In der 1705 eigens für ihn errichteten Kapelle an der Nordseite der Kirche ruht Otto Friedrich von der Groeben.
Seit Marienwerder im Sommer 1945 nach dem  Zweiten Weltkrieg von der sowjetischen Besatzungsmacht  gemäß dem Potsdamer Abkommen unter die Verwaltung der Volksrepublik Polen gestellt und die einheimische, überwiegend evangelische  Bevölkerung von der örtlichen polnischen Verwaltungsbehörde vertrieben worden war, wird die Domkirche von der Römisch-katholischen Kirche in Polen als Gotteshaus, seit 1992 als Konkathedrale des Bistums Elbing, genutzt.
Im Mai 2007 wurden in der Domkirche drei Särge mit sterblichen Überresten von Hochmeistern des Deutschen Ordens identifiziert: Werner von Orseln, Ludolf König von Wattzau und Heinrich der Ältere von Plauen, der 1410 der Belagerung der Marienburg widerstand.
2018 wurde die Kirche zum Pomnik historii (Geschichtsdenkmal) erklärt.

## Sauer-Orgel von 1864
1863 erhielt Wilhelm Sauer den Auftrag zum Bau einer neuen Orgel. Die Disposition der 1864 fertiggestellten Orgel wich leicht von den ursprünglichen Plänen ab und zeigte folge Gestalt:
| I Hauptwerk |                  |        |
| 1.          | Prinzipal        | 16′    |
| 2.          | Bordun           | 16′    |
| 3.          | Prinzipal        | 8′     |
| 4.          | Flûte harmonique | 8′     |
| 5.          | Gemshorn         | 8′     |
| 6.          | Oktave           | 4′     |
| 7.          | Spitzflöte       | 4′     |
| 8.          | Quinte           | 5 1⁄3′ |
| 9.          | Quinte           | 2 ⁄3′  |
| 10.         | Oktave           | 2′     |
| 11.         | Scharff V        |        |
| 12.         | Kornett IV       |        |
| 13.         | Cymbel III       |        |
| 14.         | Trompete         | 8′     |

| II Oberwerk |             |       |
| 15.         | Prinzipal   | 8′    |
| 16.         | Quintatön   | 16′   |
| 17.         | Gedackt     | 8′    |
| 18.         | Salicional  | 8′    |
| 19.         | Oktave      | 4′    |
| 20.         | Rohrflöte   | 4′    |
| 21.         | Nasard      | 2 ⁄3′ |
| 22.         | Flageolett  | 2′    |
| 23.         | Mixtur IV   |       |
| 24.         | Kornett III |       |
| 25.         | Fagott      | 8′    |
| 26.         | Oboe        | 8′    |

| III Fernwerk |                 |     |
| 27.          | Geigenprinzipal | 8′  |
| 28.          | Gedackt         | 16′ |
| 29.          | Viola da Gamba  | 8′  |
| 30.          | Voix céleste    | 8′  |
| 31.          | Flauto traverso | 8′  |
| 32.          | Gedackt         | 8′  |
| 33.          | Oktave          | 4′  |
| 34.          | Flauto dolce    | 4′  |
| 35.          | Fugara          | 4′  |
| 36.          | Cromorne        | 16′ |
| 37.          | Vox Humana      | 8′  |

| Pedal |           |         |
| 38.   | Prinzipal | 16′     |
| 39.   | Untersatz | 32′     |
| 40.   | Violon    | 16′     |
| 41.   | Subbass   | 16′     |
| 42.   | Quinte    | 10 2⁄3′ |
| 43.   | Principal | 8′      |
| 44.   | Violon    | 8′      |
| 45.   | Bassflöte | 8′      |
| 46.   | Quintbass | 5 1⁄3′  |
| 47.   | Oktave    | 4′      |
| 48.   | Posaune   | 16′     |
| 49.   | Trompete  | 8′      |

- Koppeln: Standardkoppeln
- Spielhilfen: Calcantenglocke, Evacuant, Crescendotritt

Es existieren Pläne zur Restaurierung der Orgel.